# Jingle Cross
Le Jingle Cross est une compétition de cyclo-cross disputée à Iowa City, aux États-Unis.
L'épreuve, comme la majorité des compétitions américaines de cyclo-cross, se dispute sur plusieurs jours, avec une épreuve le vendredi, une autre le samedi et une épreuve le dimanche. En 2017, cette dernière devient une manche de la Coupe du monde. En 2018 et 2019, la manche de Coupe du monde est disputée le samedi.

## Palmarès masculin

### Podiums de l'épreuve #1
| Année | Vainqueur         | Deuxième          | Troisième           |
| ----- | ----------------- | ----------------- | ------------------- |
| 2007  | Todd Wells        | Chris Horner      | Bjorn Selander      |
| 2008  | Troy Wells        | Todd Wells        | Andy Jacques-Maynes |
| 2009  | Todd Wells        | Troy Wells        | Ryan Iddings        |
| 2010  | James Driscoll    | Barry Wicks       | Christopher Jones   |
| 2011  | James Driscoll    | Christopher Jones | Timothy Johnson     |
| 2012  | James Driscoll    | Christopher Jones | Ben Berden          |
| 2013  | Jeremy Powers     | Ben Berden        | James Driscoll      |
| 2014  | Ben Berden        | James Driscoll    | Brian Matter        |
| 2015  | Jonathan Page     | Andrew Dillman    | Allen Krughoff      |
| 2016  | Marcel Meisen     | Curtis White      | Daniel Summerhill   |
| 2017  | Laurens Sweeck    | Quinten Hermans   | Lars van der Haar   |
| 2018  | Diether Sweeck    | Stan Godrie       | Aloïs Falenta       |
| 2019  | Lander Loockx     | Steve Chainel     | Felipe Orts Lloret  |
| 2020  | annulé            | annulé            | annulé              |
| 2021  | Vincent Baestaens | Thijs Aerts       | Eric Brunner        |

### Podiums de l'épreuve #2
| Année          | Vainqueur         | Deuxième            | Troisième              |
| -------------- | ----------------- | ------------------- | ---------------------- |
| 2007           | Todd Wells        | Chris Horner        | Tristan Schouten       |
| 2008           | Todd Wells        | Andy Jacques-Maynes | Steve Tilford          |
| 2009           | Todd Wells        | Tristan Schouten    | Brian Matter           |
| 2010           | Ryan Trebon       | Todd Wells          | Christopher Jones      |
| 2011           | Todd Wells        | Christopher Jones   | Tristan Schouten       |
| 2012           | Timothy Johnson   | Ryan Trebon         | Ben Berden             |
| 2013           | Jeremy Powers     | Ben Berden          | Adam Craig             |
| 2014           | Jeremy Powers     | Stephen Hyde        | Logan Owen             |
| 2015           | Jeremy Powers     | Logan Owen          | Stephen Hyde           |
| 2016           | Wout van Aert     | Kevin Pauwels       | Laurens Sweeck         |
| 2017           | Gianni Vermeersch | Steve Chainel       | Tobin Ortenblad        |
| Coupe du monde |                   |                     |                        |
| 2018           | Toon Aerts        | Wout van Aert       | Michael Vanthourenhout |
| 2019           | Eli Iserbyt       | Toon Aerts          | Daan Soete             |
| 2020           | annulé            | annulé              | annulé                 |
| C2             |                   |                     |                        |
| 2021           | Niels Vandeputte  | Kerry Werner        | Gosse van der Meer     |

### Podiums de l'épreuve #3
| Année          | Vainqueur            | Deuxième            | Troisième              |
| -------------- | -------------------- | ------------------- | ---------------------- |
| 2009           | Todd Wells           | Ryan Iddings        | Mark Lalonde           |
| 2010           | James Driscoll       | Todd Wells          | Christopher Jones      |
| 2011           | Timothy Johnson      | James Driscoll      | Todd Wells             |
| 2012           | Timothy Johnson      | James Driscoll      | Ben Berden             |
| 2013           | Timothy Johnson      | Jeremy Powers       | Ben Berden             |
| 2014           | James Driscoll       | Michael van den Ham | Kerry Werner           |
| 2015           | James Driscoll       | Stephen Hyde        | Jonathan Page          |
| 2016           | David van der Poel   | Gianni Vermeersch   | Diether Sweeck         |
| Coupe du monde |                      |                     |                        |
| 2017           | Mathieu van der Poel | Laurens Sweeck      | Quinten Hermans        |
| C1             |                      |                     |                        |
| 2018           | Nicolas Cleppe       | Sieben Wouters      | Michael Boros          |
| 2019           | Gianni Vermeersch    | Vincent Baestaens   | Jim Aernouts           |
| 2020           | annulé               | annulé              | annulé                 |
| Coupe du monde |                      |                     |                        |
| 2021           | Eli Iserbyt          | Lars van der Haar   | Michael Vanthourenhout |

## Palmarès féminin

### Podiums de l'épreuve #1
| Année | Vainqueur          | Deuxième           | Troisième                  |
| ----- | ------------------ | ------------------ | -------------------------- |
| 2007  | Wendy Williams     | Susan Butler       | Linda Sone                 |
| 2008  | Devon Gorry        | Lisa Strong        | Josie Beggs Jacques-Maynes |
| 2009  | Meredith Miller    | Kaitlin Keough     | Kristin Wentworth          |
| 2010  | Meredith Miller    | Nicole Duke        | Amanda Miller              |
| 2011  | Meredith Miller    | Teal Stetson-Lee   | Susan Butler               |
| 2012  | Helen Wyman        | Julie Krasniak     | Jade Wilcoxson             |
| 2013  | Katerina Nash      | Amanda Miller      | Meredith Miller            |
| 2014  | Katerina Nash      | Courtenay McFadden | Meredith Miller            |
| 2015  | Caroline Mani      | Kaitlin Keough     | Katherine Compton          |
| 2016  | Helen Wyman        | Elle Anderson      | Emma White                 |
| 2017  | Kaitlin Keough     | Katherine Compton  | Caroline Mani              |
| 2018  | Helen Wyman        | Lily Williams      | Raylyn Nuss                |
| 2019  | Jennifer Jackson   | Manon Bakker       | Raylyn Nuss                |
| 2020  | annulé             | annulé             | annulé                     |
| 2021  | Shirin van Anrooij | Hélène Clauzel     | Caroline Mani              |

### Podiums de l'épreuve #2
| Année          | Vainqueur         | Deuxième                   | Troisième             |
| -------------- | ----------------- | -------------------------- | --------------------- |
| 2007           | Susan Butler      | Wendy Williams             | Sydney Brown          |
| 2008           | Amanda Miller     | Josie Beggs Jacques-Maynes | Sydney Brown          |
| 2009           | Meredith Miller   | Linda Sone                 | Kari Studley          |
| 2010           | Amanda Miller     | Nicole Duke                | Devon Gorry           |
| 2011           | Teal Stetson-Lee  | Meredith Miller            | Susan Butler          |
| 2012           | Helen Wyman       | Amanda Miller              | Carmen Small          |
| 2013           | Katerina Nash     | Catharine Pendrel          | Elle Anderson         |
| 2014           | Katerina Nash     | Caroline Mani              | Courtenay McFadden    |
| 2015           | Katerina Nash     | Caroline Mani              | Katherine Compton     |
| 2016           | Katherine Compton | Caroline Mani              | Kaitlin Keough        |
| 2017           | Sunny Gilbert     | Clara Honsinger            | Sofía Gómez Villafañe |
| Coupe du monde |                   |                            |                       |
| 2018           | Kaitlin Keough    | Evie Richards              | Marianne Vos          |
| 2019           | Maghalie Rochette | Katerina Nash              | Clara Honsinger       |
| 2020           | annulé            | annulé                     | annulé                |
| C2             |                   |                            |                       |
| 2021           | Manon Bakker      | Sunny Gilbert              | Perrine Clauzel       |

### Podiums de l'épreuve #3
| Année          | Vainqueur          | Deuxième          | Troisième         |
| -------------- | ------------------ | ----------------- | ----------------- |
| 2009           | Meredith Miller    | Kaitlin Keough    | Kristin Wentworth |
| 2010           | Amanda Miller      | Meredith Miller   | Nicole Duke       |
| 2011           | Meredith Miller    | Maureen Bruno Roy | Julie Krasniak    |
| 2012           | Helen Wyman        | Julie Krasniak    | Amanda Miller     |
| 2013           | Katerina Nash      | Elle Anderson     | Amanda Miller     |
| 2014           | Courtenay McFadden | Katerina Nash     | Sunny Gilbert     |
| 2015           | Katerina Nash      | Caroline Mani     | Katherine Compton |
| 2016           | Katerina Nash      | Ellen Noble       | Eva Lechner       |
| Coupe du monde |                    |                   |                   |
| 2017           | Katerina Nash      | Kaitlin Keough    | Sanne Cant        |
| C1             |                    |                   |                   |
| 2018           | Katerina Nash      | Maghalie Rochette | Ellen Noble       |
| 2019           | Maghalie Rochette  | Katerina Nash     | Evie Richards     |
| 2020           | annulé             | annulé            | annulé            |
| Coupe du monde |                    |                   |                   |
| 2021           | Marianne Vos       | Denise Betsema    | Kata Blanka Vas   |